# Glyptoscelis paula
Glyptoscelis paula är en skalbaggsart som beskrevs av Blake 1967. Glyptoscelis paula ingår i släktet Glyptoscelis och familjen bladbaggar. Inga underarter finns listade i Catalogue of Life.